# إيفان كنيازيف
إيفان كنيازيف (بالروسية: Князев, Иван Евгеньевич)‏ (5 نوفمبر 1992 بنفتيوغانسك في روسيا - ) هو لاعب كرة قدم روسي في مركز الدفاع. شارك مع منتخب روسيا تحت 21 سنة لكرة القدم. أما مع النوادي، فقد لعب مع توربيدو موسكو ونادي كوبان كراسنودار ونادي ريغا ونادي أورال يكاترينبورغ.

## روابط خارجية
- إيفان كنيازيف على موقع قاعدة بيانات كرة القدم.إي يو (الإنجليزية)
- إيفان كنيازيف على موقع Soccerway.com (الإنجليزية)